# Södra Tygagylet
Södra Tygagylet är en sjö i Osby kommun i Skåne och ingår i Skräbeåns huvudavrinningsområde.